# 康登縣 (喬治亞州)
康登县（英語：Camden County）是美國喬治亞州東南角的一個縣。東臨大西洋，南鄰佛羅里達州。面積2,027平方公里。根據美國2000年人口普查，共有人口43,664人。縣治伍德拜恩（Woodbine）。
成立於1777年2月5日，是該州第一批成立的八個縣之一，也是在原來的白人殖民區以外成立的第一個縣。縣名紀念在納稅問題上支持美洲殖民者的第一代康登伯爵。